# Chingay parade
 (novembre 2021).
La mise en forme du texte ne suit pas les recommandations de Wikipédia : il faut le « wikifier ».
Les points d'amélioration suivants sont les cas les plus fréquents :
- Les titres sont pré-formatés par le logiciel. Ils ne sont ni en capitales, ni en gras.
- Le texte ne doit pas être écrit en capitales (les noms de famille non plus), ni en gras, ni en italique, ni en « petit »…
- Le gras n'est utilisé que pour surligner le titre de l'article dans l'introduction, une seule fois.
- L'italique est rarement utilisé : mots en langue étrangère, titres d'œuvres, noms de bateaux, etc.
- Les citations ne sont pas en italique mais en corps de texte normal. Elles sont entourées par des guillemets français : « et ».
- Les listes à puces sont à éviter, des paragraphes rédigés étant largement préférés. Les tableaux sont à réserver à la présentation de données structurées (résultats, etc.).
- Les appels de note de bas de page (petits chiffres en exposant, introduits par l'outil «  Source ») sont à placer entre la fin de phrase et le point final[comme ça].
- Les liens internes (vers d'autres articles de Wikipédia) sont à choisir avec parcimonie. Créez des liens vers des articles approfondissant le sujet. Les termes génériques sans rapport avec le sujet sont à éviter, ainsi que les répétitions de liens vers un même terme.
- Les liens externes sont à placer uniquement dans une section « Liens externes », à la fin de l'article. Ces liens sont à choisir avec parcimonie suivant les règles définies. Si un lien sert de source à l'article, son insertion dans le texte est à faire par les notes de bas de page.
- La présentation des références doit suivre les conventions bibliographiques. Il est recommandé d'utiliser les modèles {{Ouvrage}}, {{Chapitre}}, {{Article}}, {{Lien web}} et/ou {{Bibliographie}}. Le mode d'édition visuel peut mettre en forme automatiquement les références.
- Insérer une infobox (cadre d'informations à droite) n'est pas obligatoire pour parachever la mise en page.

Pour une aide détaillée, merci de consulter Aide:Wikification.
Si vous pensez que ces points ont été résolus, vous pouvez retirer ce bandeau et améliorer la mise en forme d'un autre article.
 (novembre 2021).
La chingay parade est la plus grande fête de Singapour. Cette fête se  distingue par le rassemblement des habitants du pays. Elle est fêtée au mois de février, après la fête lunaire.

## Histoire
(novembre 2021).
Le contenu est difficilement compréhensible vu les erreurs de traduction, qui sont peut-être dues à l'utilisation d'un logiciel de traduction automatique.
La Chingay parade est une fête authentique d'origine chinoise, qui est devenue rapidement une fête internationale. Basée à Singapour, cette fête voit défiler des milliers de personnes dans les rues en costumes traditionnels, résonnant à travers toute l'Asie. La soirée débute à 19H avec des pré-festivités, puis se poursuit à 20H avec les activités principales. Avec des feux d'artifice et des jeux de lumières spectaculaires, cette fête rassemble les Singapouriens dans la convivialité. Au coeur des festivités, les danseurs défilent avec leurs costumes en exécutant des danses. Cette célébration authentique réunit les peuples et biens des pays voisins comme les Chinois, les Japonais, les Indonésiens, Malais et d'autres qui défilent tous ensemble pour représenter les deux cultures traditionnelles singapouriennes. Chingay est un mot chinois composé de deux mots par alliance culturelle qui veut dire 'vrai art' et 'float'. La célébration met en valeur les instruments de musique traditionnelle et des images de dragons. L'esplanade du festival est un espace multicolore qui représente l'énergie et la dynamique culturelle de la ville de Singapour.